# Usowszczyzna
Usowszczyzna (biał. Вусаўшчына; ros. Усовщина) – wieś na Białorusi, w obwodzie mińskim, w rejonie miadzielskim, w sielsowiecie Słoboda.

## Historia
W czasach zaborów w granicach Imperium Rosyjskiego.
W dwudziestoleciu międzywojennym zaścianek leżał w Polsce, w województwie wileńskim, w powiecie duniłowickim (od 1926 postawskim), w gminie Miadzioł.
Według Powszechnego Spisu Ludności z 1921 roku zamieszkiwało tu 58 osób, 14 było wyznania rzymskokatolickiego a 44 prawosławnego. Jednocześnie 14 mieszkańców zadeklarowało polską a 44 białoruską przynależność narodową. Było tu 9 budynków mieszkalnych. W 1931 w 10 domach zamieszkiwało 51 osób.
Wierni należeli do parafii rzymskokatolickiej i prawosławnej w m. Miadzioł. Miejscowość podlegała pod Sąd Grodzki w Miadziole i Okręgowy w Wilnie; właściwy urząd pocztowy mieścił się w Miadziole.
W 1938 roku miejscowość należała do gromady Lachowicze gminy Miadzioł.
Po agresji ZSRR na Polskę w 1939 roku zaścianek znalazł się w granicach BSRR. W latach 1941–1944 był pod okupacją niemiecką. Następnie wieś leżała w BSRR. Od 1991 roku w Republice Białorusi.
Do 2013 miejscowość była w składzie sielsowietu Stare Haby